# ペンブルック (オンタリオ州)
ペンブルック（英: Pembroke、発音: [pem-brook]）は、カナダのオンタリオ州東部にあるレンフルー郡の郡庁所在地。オタワ渓谷 (Ottawa Valley) のマスクラット川 (Muskrat River) とオタワ川の合流地点に位置する。

## 歴史
1828年以降、ヨーロッパからの入植が進み製材業を中心に発展が見られた。1856年に入植した人々が集まり集落が出来た際に「ペンブルック」と名付けた。地名の由来はペンブルック伯爵の息子シドニー・ハーバート (Sidney Herbert) から来ている。1878年に町制となり、1971年に市制が敷かれた。1866年にレンフルー郡の郡庁所在地が置かれ、郡庁舎が建設された。

### カトリック教区
1898年にできたカトリックの教会があり、カトリック教区は、西はノースベイ、東はアーンプライアー、南はバンクロフトまで広がっている。病院や学校などもあり、大きな影響力を持っている。

## 経済
歴史的に木材業が地元経済の基盤として築かれ、今に至っている。他の地元産業には電化製品やオフィス家具を生産している企業もある。
ノースベイとオタワの間挟まれた地域においてペンブルックは重要な役割を担っており、商業の中心でもある。経済活動においては観光業も重要であり、観光スポットとして、蒸気機関と木材業から核エネルギーへと移り変わっていった市の歴史を模写した大きな壁画がある。